# Литва під час російсько-української війни
24 лютого 2022 року влада Литовської Республіки ввела в країні надзвичайний стан через російське вторгнення в Україну. Президент Литви Ґітанас Науседа заявив, що засуджує агресію Російської Федерації проти України, а також заявив, що після того, як Росія розпочала війну проти України, НАТО має чітко заявити, що Росія є серйозною загрозою євроатлантичній безпеці.

## Історія

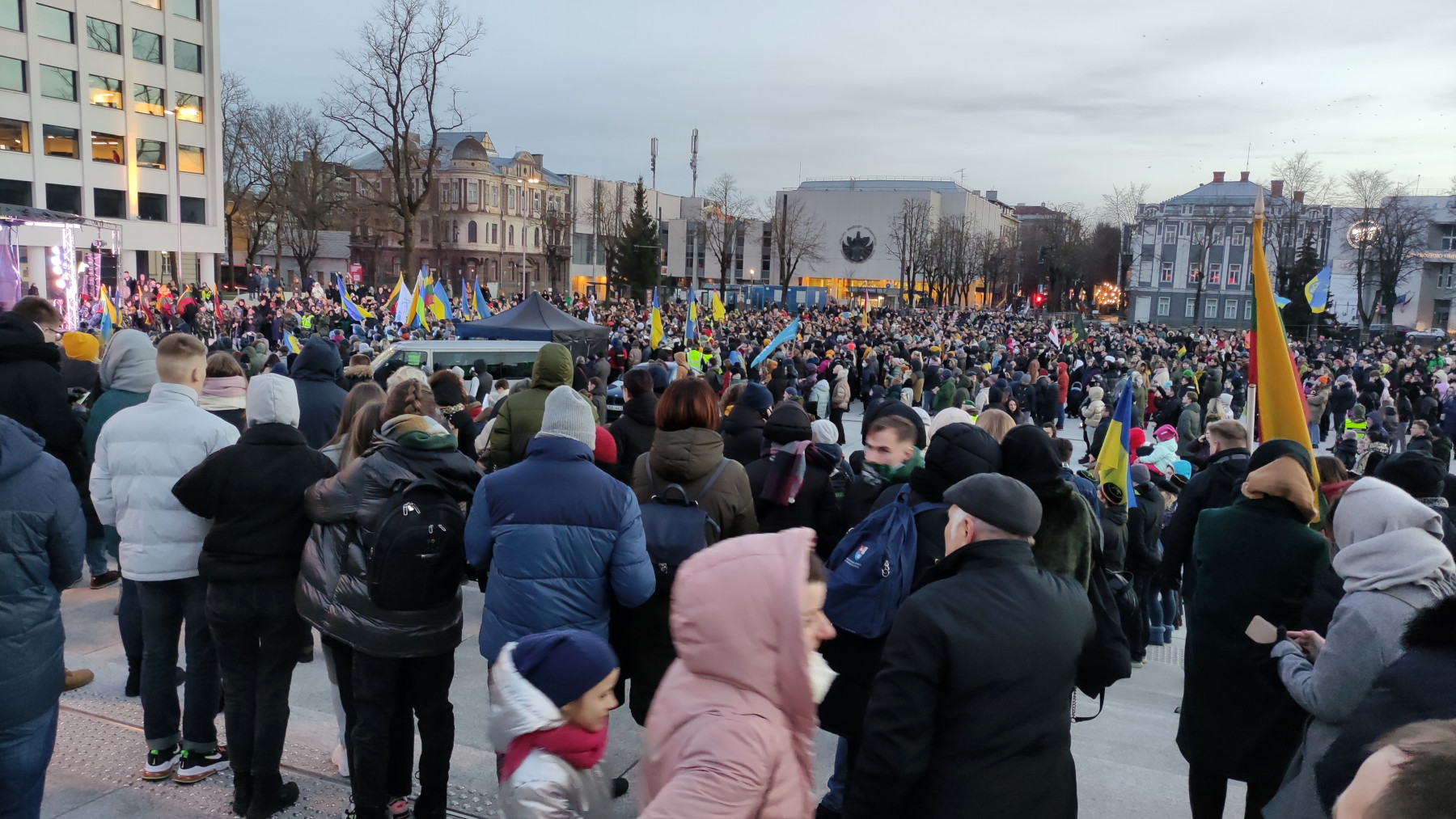
Демонстрація на підтримку України у Каунасі, 24 лютого 2022

За день до повномасштабного російського вторгнення, 23 лютого, у Києві відбулася зустріч президентів Литви, Польщі та України в рамках Люблінського трикутника. Президент Литви, Ґітанас Науседа, висловив підтримку Україні з литовської сторони, заявивши, що Україна не залишиться із загрозою віч-на-віч.

Після повномасштабного російського вторгнення в Україну, 24 лютого 2022 року, в Литві було оголошено надзвичайний стан. Того ж дня Ґітанас Науседа записав звернення до громадян Російської Федерації:
Я звертаюсь до всього народу Росії.

 Ваші лідери в односторонньому порядку вирішили напасти на сусідню країну. На країну, що має тісні історичні та культурні зв'язки з Росією. На людей, яких ви називаєте своїми братами та сестрами.
Ця війна нікому не потрібна. Ні росіянам, ні українцям, ні всьому світу.
Ще не пізно зупинити цей злочин. Ще не пізно запобігти загибелі тисяч ні в чому не винних людей. Ви все ще можете уникнути безглуздих жертв з обох боків фронту.
У добре відомій усім нам пісні говориться, що солдати загинули в ту війну, щоб люди всієї землі спокійно спати могли вночі. Але зараз ваша країна розпочинає нову війну, наслідки якої нікому не відомі. Чи хочуть росіяни війни? Я хочу вірити, що ні.

 Не мовчіть! Не заплющуйте очі на несправедливість! Будьте сміливими та рішучими!
24 лютого міністр оборони Арвідас Анушаускас повідомив, що за прикладом інших країн НАТО Литва евакуювала з території України 40 своїх військових інструкторів, які займалися навчанням українських військових застосування переносних зенітних ракетних комплексів Stinger з партії, переданої Україні 13 лютого. 25 лютого у багатьох великих містах Литви відбулися мітинги на підтримку України під загальною назвою «Сяє воля». Люди пройшлися головними вулицями Вільнюса, збиралися біля Сейму та у сквері ім. Бориса Нємцова біля російського посольства.
Ряд литовських мережевих видань (LRT.lt, Delfi.lt, 15min.lt та Lrytas.lt, tv3.lt, Madeinvilnius.lt. VE.lt, Kaunas.kasvyksta.lt, Etaplius.lt) висловили солідарність з українськими журналістами , які працюють на фронті, і повідомляють їм про готовність допомогти. У той же день на території Литви було заборонено ретрансляцію російських державних телеканалів «РТР Планета», «Росія 24», «НТВ Мир» та білоруського «Білорусь 24» (на п'ять років), «РБК» та «TVCI» (на три роки). Солідарність висловила і клайпедська радіостанція «Райдуга», припинивши мовлення будь-якої продукції Росії.
4 квітня 2022 року Литва ухвалила рішення про зниження дипломатичних відносин з Росією «у відповідь на військову агресію Росії проти суверенної України та звірства, вчинені російськими збройними силами у різних окупованих українських містах, у тому числі жахливу Бучанську різанину». Литва висилає російського посла, відкликає свого посла і закриває консульство Росії у Клайпеді.
10 травня Сейм Литовської Республіки, зазначивши, що російські військові «свідомо та систематично обирають цивільні об'єкти для бомбардувань», визнав Росію «державою, яка підтримує та здійснює тероризм», а її військові дії проти України — геноцидом українського народу.

### Пропозиція про «скасування» визнання незалежности Литовської Республіки
8 червня депутат від «Єдиної Росії» Євген Федоров запропонував скасувати ухвалу Держради СРСР «Про визнання незалежности Литовської Республіки» від 6 вересня 1991 року. Відповідний законопроект він вніс на розгляд до Держдуми РФ. Федоров обґрунтовує таку пропозицію тим, що закон СРСР «Про порядок вирішення питань, пов'язаних з виходом союзної республіки з СРСР» було порушено, оскільки в Литовській Республіці не проводився референдум про вихід зі складу Союзу РСР, а також не було встановлено перехідного періоду для розгляду всіх спірних питань. Депутат заявив, що ухвала Державної Ради СРСР є незаконною, оскільки була прийнята неконституційним органом і з порушенням вимог низки статей Конституції.

### Обмеження транзитного сполучення з Калінінградською областю

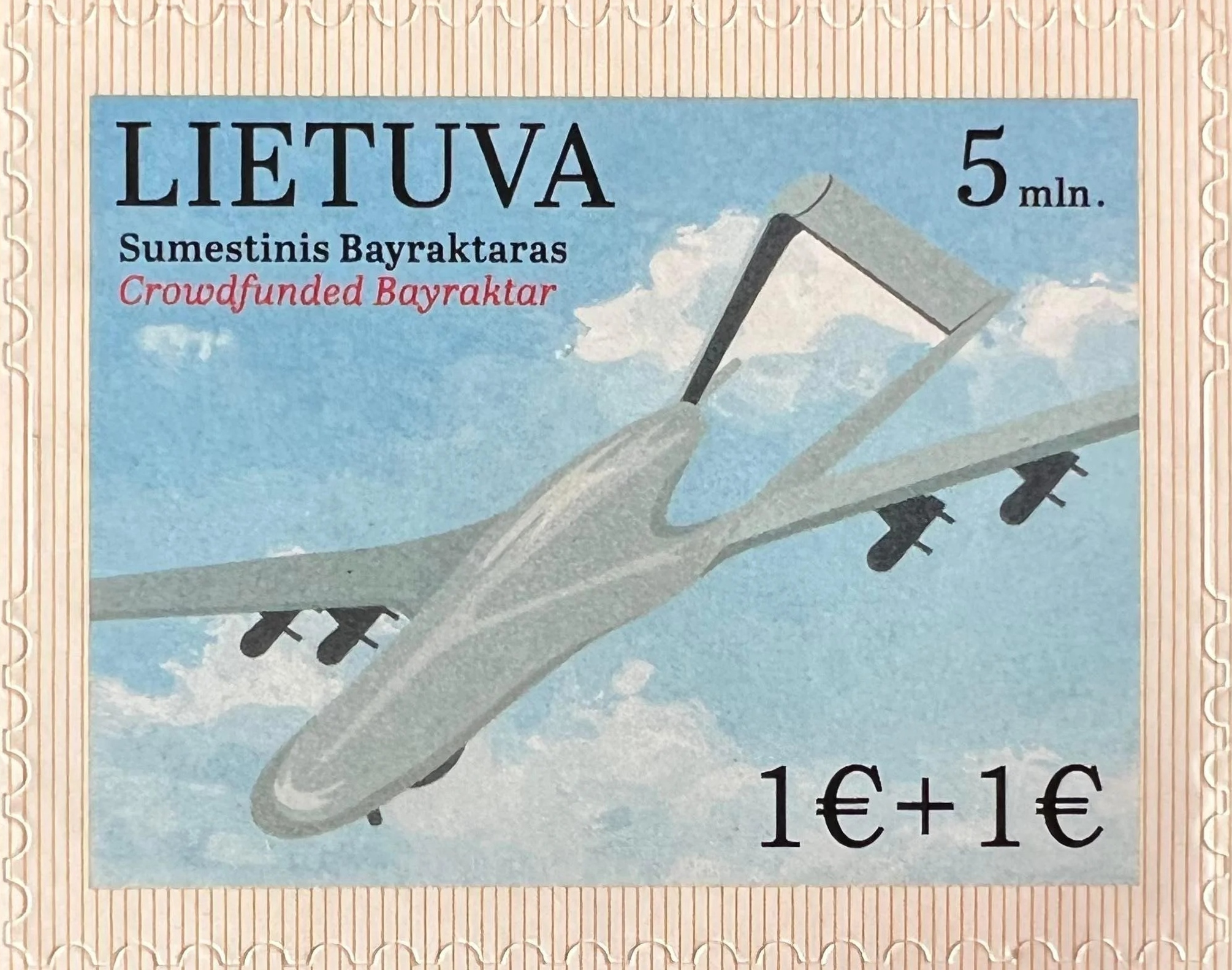
Поштова марка Литви, присвячена закінченню збирання грошей через краудфандинг на Bayraktar TB2

У відповідь на пропозицію про скасування визнання незалежности Литовської Республіки литовська сторона 18 червня ввела заборону транзитних вантажоперевезень між російською Калінінградською областю та рештою території Росії через територію Литви, що поширюється на товари, які перебувають під дією санкцій Європейського Союзу на Україну. Обмеження набули чинности 18 червня 2022 року та призвели до заборони транзиту через литовську територію вугілля, металів, цементу, деревини, будівельних матеріалів та високотехнологічних виробів залізничним транспортом.
21 червня обмеження були поширені на вантажний автотранспорт. Ряд медіа назвав вжиті Литвою заходи «блокадою Калінінграда», викликавши заяву у відповідь прем'єр-міністерки Литовської Республіки Інґріди Шимоніте, яка підкреслила, що про блокаду мова не йде і обмеження накладені тільки на переміщення товарів, що підпадають під санкції Євросоюзу. За словами губернатора Калінінградської області Антона Алиханова, під забороною опинилося 40-50% всіх вантажів.
У відповідь на обмеження Росія почала відкрито загрожувати Литві і навіть висувати ультиматуми. Глава литовського МЗС Ґабріелюс Ландсберґіс заявив, що заборона на транзит продукції із сталі та чорних металів між основною територією Росією та Калінінградською областю РФ через Литву — це не рішення Литви, а санкції Євросоюзу щодо Росії.
13 липня представники ЄС заявили, що Росії дозволено транзит товарів, що підпадають під санкції, через країни Європейського союзу залізницею. Це означає, що Росія може здійснювати транзит підсанкційних товарів до Калінінграда через Литву та Польщу.  Депутат Європарламенту Андрюс Кубілюс називає такий крок вкрай небезпечним — Кремль, відчуваючи, що може чинити тиск на ЄК, навряд чи зупиниться і може лише вимагати ще більших поступок. Прем'єр-міністерка Литовської Республіки Інґріда Шимоніте заявила, що литовська сторона з цим рішенням не згодна, проте протиставити Європейській комісії щось не може.